# Елизе Рихтер
Елизе Рихтер (на немски: Elise Richter) е австрийска специалистка по романистика и университетска професорка. През 1905 г. става първата жена, хабилитирала се във Виенския университет.

## Биография
Елизе Рихтер е родена е на 2 март 1865 г. във Виена, в семейството на главния лекар Максимилиан Рихтер (роден през 1824 г. в Тренчин, Унгария, умрял през 1890 във Виена) и съпругата му Емили (Еми) Лакенбахер (родена през 1832 г. в Есег, умряла през 1889 във Виена). Израства в богатите условия на асимилирано еврейско семейство. Има една по-възрастна сестра, Хелене, която става известна като англицистика. Когато е 20-годишна Елизе Рихтер се разболява от ревматизъм и остава болна до края на живота си. От 1891 г. получава правото да посещава единични лекции във Виенския университет като гост-слушателка. Когато на жените е позволено да се явяват на зрелостни изпити през 1896 г. 31-годишната Рихтер става първата жена, която издържа матура като частна ученичка към Академичната гимназия във Виена. Една година по-късно жените са допуснати и до следване във философския факултет към Виенския университет. Рихтер се записва в специалността „романистика“ като редовна студентка, завършва следването си през 1901 г. и се хабилитира като първа жена във Виенския университет през 1905 г. През 1921 г. става първата жена, която е избрана за извънредна професура. По-късно тя ръководи Фонетичния институт и изследва физиологичните и психологичните основи на езика. Когато през 1929 г. се освобождава професорско място в катедрата за романистична литература към Инсбрукския университет, в цяла Австрия няма хабилитирани романисти освен вече 61-годишната Елизе Рихтер, чиято кандидатура не е обсъждана поради възрастта ѝ. 
Рихтер е политически активна, основава „Сдружение на академичките“ и е съоснователка на женска партия. Въпреки това тя не вижда себе си като борец за правата на жените.
През 1943 г. Рихтер е депортирана в гетото „Терезиенщат“. Няколко месеца след депортацията тя умира в гетото на 21 юни 1943 г.

## Библиотека на Рихтер
През 1942 г. книгите от библиотеката на сестри Рихтер, съдържаща около 3000 тома, е отнета в полза на Кьолнския университет под политическия натиск на нацистите. След като е открита кореспонденция относно книгите в архива, тази библиотека бива реконструирана от 2005 г. и ако е възможно, ще бъде реституирана на наследниците. 

## Награда „Елизе Рихтер“
От 1999 г. Германското сдружение на романистите връчва награда от 1500 евро за отлични хабилитации и дисертации в областта на романистиката, която е наречена на Елизе Рихтер.

## Избрана библиография
- Zur Entwicklung der romanischen Wortstellung aus der lateinischen. Max Niemeyer Verlag, Halle (Saale) 1903
  - „За развитието на словореда в романските езици от латинския“
- Fremdwortkunde. Teubner, Leipzig 1919.
  - „За чуждиците“
- Lautbildungskunde. Einführung in die Phonetik. Teubner, Leipzig/ Berlin 1922.
  - „За създаването на звуци. Въведение във фонетиката“
- Wie wir sprechen. Sechs volkstümliche Vorträge. 2., vollst. umgearb. Aufl. Teubner, Leipzig 1925.
  - „Как говорим? Шест народни речи“
- Die Entwicklung des neuesten Französischen. Velhagen & Klasing, Bielefeld/ Leipzig 1933.
  - „Развитието на най-новия френски език“
- Beiträge zur Geschichte der Romanismen I. Chronologische Phonetik des Französischen bis zum Ende des 8. Jahrhunderts. Niemeyer, Halle, Saale 1934.
  - „Приноси относно историята на романизмите I. Хронологична фонетика на френския език до края на 8 век“
- Kleinere Schriften zur allgemeinen und romanischen Sprachwissenschaft. Institut für Sprachwissenschaft der Universität Innsbruck, Innsbruck 1977.
  - „По-малки текстове относно обща и романска филология“
- Summe des Lebens. WUV-Universitätsverlag, Wien 1997 (Autobiographie, Typoskript 1940).
  - „Сума на живота“ (автобиография)